# Craig Healy
Craig Jon Healy (San Pablo, 9 de septiembre de 1957) es un deportista estadounidense que compitió en vela en la clase Soling. Ganó una medalla de oro en el Campeonato Mundial de Soling de 2000.

## Palmarés internacional
| \| Campeonato Mundial \| Campeonato Mundial \| Campeonato Mundial \| Campeonato Mundial \| \| Año \| Lugar \| Medalla \| Clase \| \| ------------------ \| ------------------ \| ------------------ \| ------------------ \| \| 2000 \| Murcia (España) \| Medalla de oro \| Soling \| |                 |                |        |
| Campeonato Mundial |                 |                |        |
| Año | Lugar           | Medalla        | Clase  |
| 2000 | Murcia (España) | Medalla de oro | Soling |